# Deltagare i Lewis och Clarks expedition

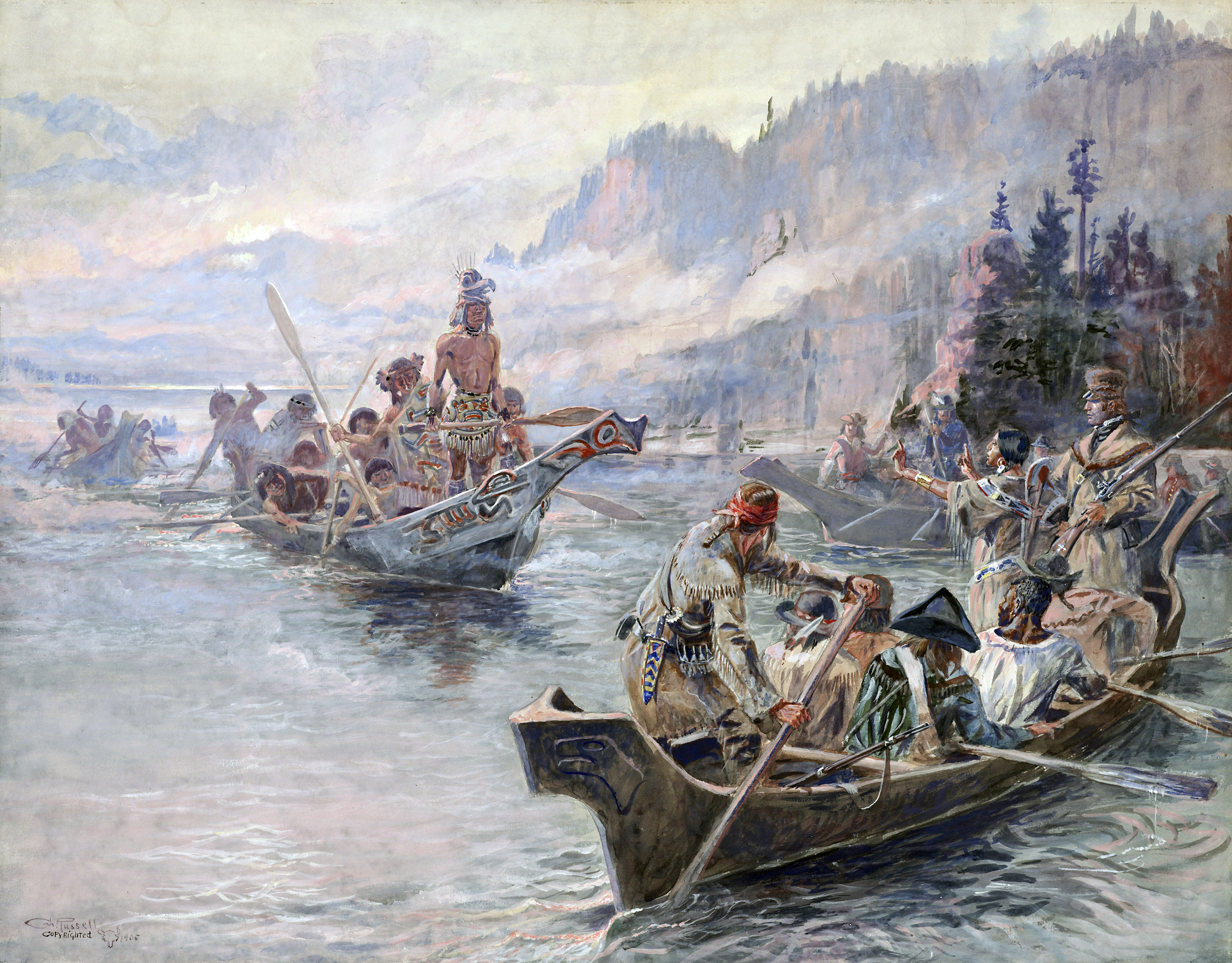
Expeditionen möter Chinook-indianer på Columbiafloden, i oktober 1805. En målning av Charles Marion Russel cirka 1905.

Deltagare i Lewis och Clarks expedition redogör för vilka som deltog i Lewis och Clarks expedition 1804-1806. För varje person lämnas uppgift om namn, födelseår, militär grad eller yrke, anställningsförhållanden samt några korta övriga uppgifter för vissa.

## Bakgrund
Sedan USA den 30 april 1803 genomfört Louisianaköpet äskade president Thomas Jefferson ett anslag på 2 500 dollar från kongressen för att utrusta en stillahavsexpedition för att undersöka Nordvästpassagen existerade, det vill säga om det fanns en användbar vattenväg från Missouriflodens vattensystem till Stilla havet. Man skulle därtill kartlägga det för Förenta staterna okända området väster om Mississippifloden som man förvärvat. När kongressen beviljat anslaget utsågs Lewis formellt till expeditionens ledare och han utsåg i sin tur för säkerhets skull ytterligare en ledare, barndomsvännen William Clark (1770-1838). De rekryterade tillsammans expeditionens deltagare, varav de flesta var värvade soldater.

## Militär personal

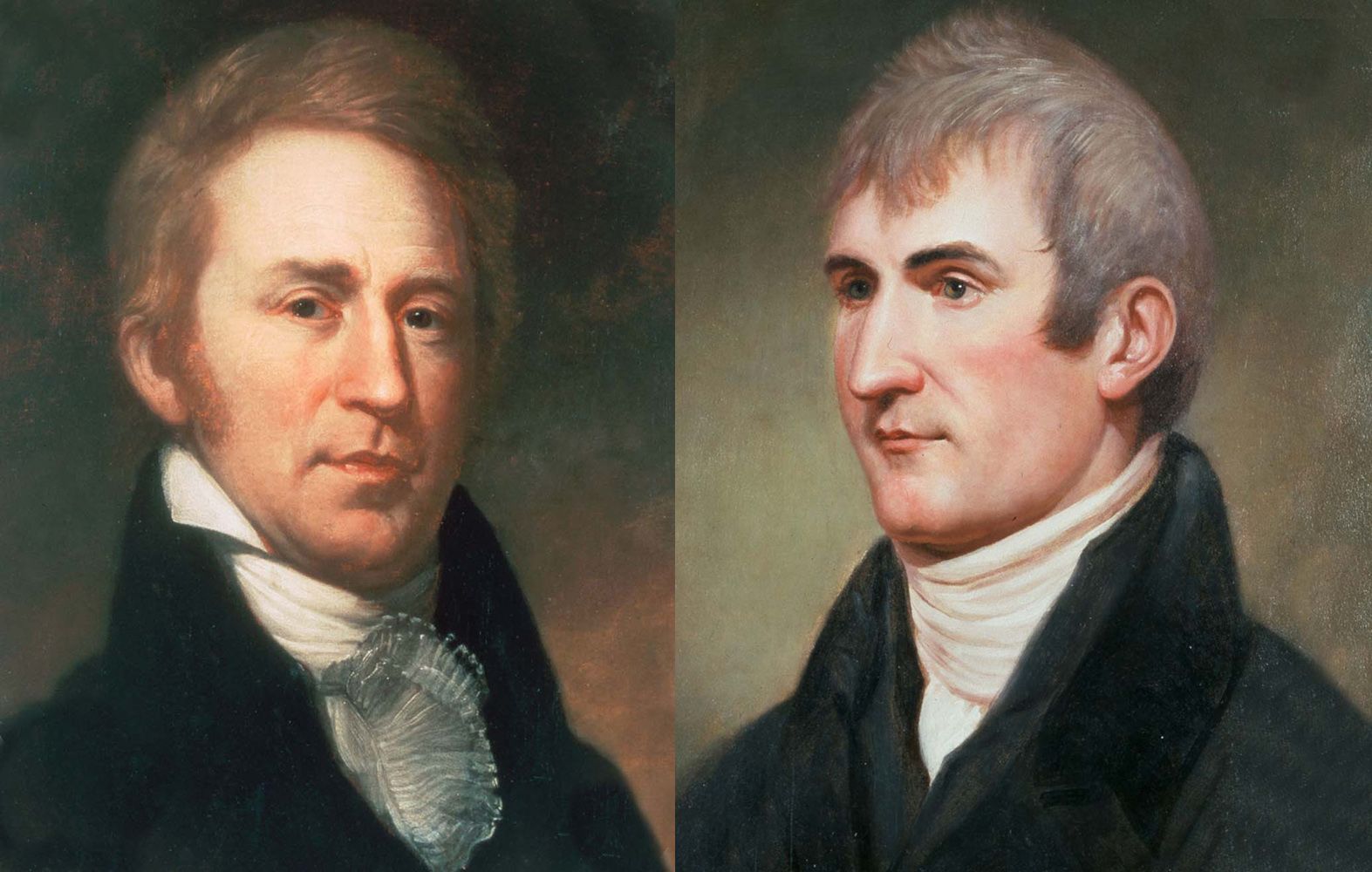
Lewis och Clark

| Namn                      | Grad          | Födelseår | Anmärkningar |
| ------------------------- | ------------- | --------- | --- |
| Meriwether Lewis          | kapten        | 1774      | Expeditionens chef |
| William Clark             | underlöjtnant | 1770      | Expeditionens ställföreträdande chef |
| John Ordway               | sergeant      | 1775      | Frivillig underofficer från 1. infanteriregementet. Expeditionens adjutant. En av de få av expeditionens medlemmar som fått en ordentlig skolutbildning. Förde en dagbok som inarbetades i Lewis & Clarks officiella rapport.       |
| Charles Floyd             | sergeant      | 1782      | Värvad i Kentucky som menig. Dog av brusten blindtarm under expeditionen. Förde dagbok fram till sin död. |
| Nathaniel Pryor           | sergeant      | 1772      | En av två expeditionsmedlemmar som var gift. Värvad i Kentucky som menig. |
| Patrick Gass              | sergeant      | 1771      | Frivillig från 1. infanteriregementet; befordrad till sergeant efter Floyds död. Var skicklig timmerman. Förde en dagbok eller gjorde i varje fall löpande anteckningar i fält.                                                     |
| Richard Warfington        | korpral       | 1775      | Frivillig korpral från 2. infanteriregementet. Förde befäl över den återvändande styrkan från mandanernas byar 1805. |
| John Boley                | menig         | okänt     | Frivillig från 1. infanteriregementet. Tillhörde återvändarstyrkan 1805. |
| William Bratton           | menig         | 1778      | Värvad i Kentucky som menig. Var skicklig smed. Kurerades 1806 från ett svårt ryggskott av menige John Shields. |
| John Collins              | menig         | okänt     | Frivillig från 1. infanteriregementet. Fick spö för stöld och dryckenskap. |
| John Colter               | menig         | 1775      | Värvad i Kentucky som menig. |
| Pierre Cruzatte           | menig         | okänt     | Erfaren båtman och pälshandlare. Hade tidigare färdats uppströms Missourifloden till Platte River. Värvad i Louisianadistriktet som menig. Närsynt och vådasköt Lewis under en jakt. Underhöll expeditionsmedlemmarna med fiolspel. |
| John Dame                 | menig         | okänt     | Frivillig från artilleriregementet. Tillhörde återvändarstyrkan 1805. |
| Jean Baptiste Deschamps   | menig         | okänt     | Frivillig från armén; rekryterad som de civila båtmännens förman. Tillhörde återvändarstyrkan 1805. |
| Joseph Field              | menig         | okänt     | Värvad i Kentucky som menig. Bror till nedanstående. |
| Reubin Field              | menig         | okänt     | Värvad i Kentucky som menig. Bror till ovanstående. |
| Robert Frazer             | menig         | okänt     | Okänt var han värvades. Var ursprungligen avsedd för återvändarstyrkan. Förde en dagbok som har gått förlorad. |
| George Gibson             | menig         | okänt     | Värvad i Kentucky som menig. God skytt, fiolspelare, kunnig i indianernas teckenspråk. |
| Silas Goodrich            | menig         | okänt     | Okänt var han värvades. |
| Hugh Hall                 | menig         | 1772      | Frivillig från 2. infanteriregementet. Fick spö för dryckenskap. |
| Thomas Howard             | menig         | 1772      | Frivillig från 2. infanteriregementet. |
| Jean Baptiste La Jeunesse | menig         | ..        | Värvad som menig med befattning som båtman. Närmare uppgifter saknas. Han kan ha tillhört återvändarstyrkan 1805. |
| François Labiche          | menig         | okänt     | Erfaren båtman och pälshandlare. Värvad i Louisianadistriktet som menig. Tolkade till franska och flera indianspråk. |
| John Baptiste Lepage      | menig         | okänt     | Pälshandlare. Värvad vid mandanernas byar som menig. |
| La Liberté                | menig         | okänt     | Verkligt namn Joseph Barter. Värvad som menig i Fort Kaskaskia, med befattning som båtman. Deserterade strax därefter. |
| Hugh McNeal               | menig         | okänt     | Okänt var han värvades. Förmodligen frivillig från armén. |
| John Newman               | menig         | 1785      | Frivillig från 1. infanteriregementet. Uteslöts ur expeditionen för upproriskt tal. Fick tjänstgöra utan vapen och återsändes med återvändarstyrkan 1805.                                                                           |
| John Potts                | menig         | 1776      | Frivillig från 2. infanteriregementet. |
| Moses Reed                | menig         | okänt     | Okänt var han värvades. Försökte desertera 1804. Fick tjänstgöra utan vapen och återsändes med återvändarstyrkan 1805. |
| John Robertson            | menig         | 1780      | Frivillig korpral från artilleriregementet. Degraderades till menig. Återsändes till Saint Louis 1804. |
| George Shannon            | menig         | 1785      | Värvad i Kentucky som menig. Var vilse i två veckor under expeditionen. |
| John Shields              | menig         | 1769      | En av två expeditionsmedlemmar som var gift. Värvad i Kentucky som menig. Skicklig smed och timmerman. |
| John Thompson             | menig         | okänt     | Okänt var han värvades. |
| Ebenezer Tuttle           | menig         | 1773      | Frivillig från artilleriregementet. Tillhörde återvändarstyrkan 1805. |
| Peter Weiser              | menig         | 1781      | Frivillig från 1. infanteriregementet. |
| William Werner            | menig         | okänt     | Okänt var han värvades. |
| Isaac White               | menig         | okänt     | Frivillig från artilleriregementet. Tillhörde återvändarstyrkan 1805. |
| Joseph Whitehouse         | menig         | 1775      | Frivillig från 1. infanteriregementet. Fungerade som expeditionens skräddare. Förde en dagbok. |
| Alexander Willard         | menig         | 1778      | Frivillig från artilleriregementet. Fick spö för att ha sovit på sin post. Tillhörde återvändarstyrkan 1805. |
| Richard Windsor           | menig         | okänt     | Frivillig från 1. infanteriregementet. |

Källa:  

## Civila

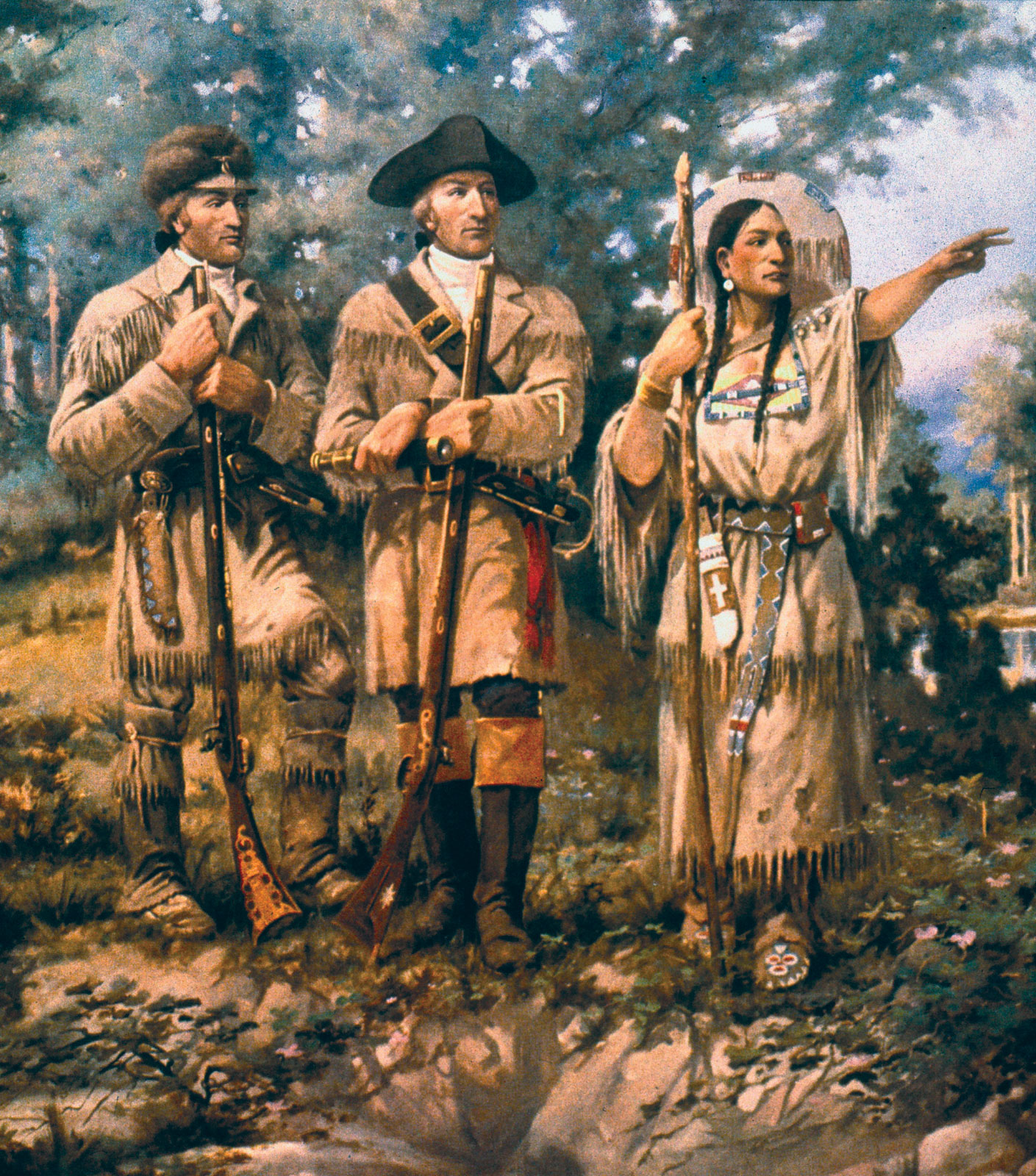
Sacagawea med Lewis och Clark.

| Namn                      | Yrke         | Födelseår | Anmärkningar |
| ------------------------- | ------------ | --------- | --- |
| Toussaint Charbonneau     | Pälshandlare | 1759      | Bodde bland mandanerna sedan 1796. Anställd som tolk.                                                                                      |
| Sacagawea                 | Slav         | 1788      | Ung shoshonekvinna som rövats bort av hidatsa och sålts till Charbonneau.                                                                  |
| Jean Baptiste Charbonneau | Spädbarn     | 1805      | Charbonneaus barn med Sacagawea, född under expeditionen.                                                                                  |
| George Drouillard         | Pälsjägare   | okänt     | Civilanställd som tolk och jägare. |
| York                      | Slav         | 1770      | Clarks afrikanska slav. Fungerade som vanlig expeditionsmedlem.                                                                            |
| Pierre Dorion             | Pälsjägare   | 1770      | Civilanställd som tolk. Återvände till Saint Louis hösten 1804 som följeslagare för ett antal indianska ledare på väg till Washington, DC. |
| E. Cann                   | Båtman       | okänt     | Civilanställd som båtman. Verkligt namn Alexander Carson. Tillhörde återvändarstyrkan 1805.                                                |
| Charles Caugee            | Båtman       | okänt     | Civilanställd som båtman. Tillhörde inte huvudstyrkan. Okänt när och var han lämnade expeditionen,                                         |
| Joseph Collin             | Båtman       | okänt     | Civilanställd som båtman. Lämnade expeditionen hos arikara.                                                                                |
| Charles Herbert           | Båtman       | okänt     | Civilanställd som båtman. Tog avsked hos mandanerna vintern 1804.                                                                          |
| Etienne Malboeuf          | Båtman       | 1775      | Civilanställd som båtman. |
| Peter Pinaut              | Båtman       | 1776      | Civilanställd som båtman. Tillhörde förmodligen återvändarstyrkan 1805.                                                                    |
| François Rivet            | Båtman       | 1757      | Civilanställd som båtman. Förblev i mandanernas byar till våren 1805, då han fick avsked.                                                  |
| Peter Roi                 | Båtman       | okänt     | Övriga uppgifter okända. |

Källa:  

## Hund
| Namn   | Ras          | Födelseår | Anmärkningar                                                      |
| ------ | ------------ | --------- | ----------------------------------------------------------------- |
| Seaman | Newfoundland | okänt     | Lewis hund medföljde expeditionen till Stilla havet och tillbaka. |

Källa: 